# Falcade
Falcade är en ort och kommun i provinsen Belluno i regionen Veneto i Italien. Kommunen hade 1 866 invånare (2018).